# Ingemar Johansson (författare)
För andra betydelser, se Ingemar Johansson (olika betydelser).
Sixten Ingemar Johansson, född 6 augusti 1945 i Göteborg, död 2014, var en svensk författare, översättare och botanist. Johansson introducerade bland annat diktare som Konrad Bayer, Ernst Jandl och Benjamin Péret på svenska och gav ut standardverk om anarkism och dadaism. Under många år medverkade Johansson i olika schacktidskrifter, ibland som Sixten Johansson, med värdefulla schackhistoriska artiklar.

## Böcker
- Schacknytts jubileumsturnering (tillsammans med Lars Grahn, Hebanon, 1980)
- Örtagården (illustrationer: Tuija Meriläinen) (Göteborgs botaniska trädgård, 2000)
- Halva världens växter: en bok om växthusen i Göteborgs botaniska trädgård (tillsammans med Magnus Neuendorf, teckningar: Marianne Erlandsson) (Göteborgs botaniska trädgård, 2002)
- Sådan kärlek till blommor (tillsammans med Louise Brodin och Ingvar Nordin, foto: Håkan Berg) (Warne, 2008)
- Förföriska skönheter: från orkidéernas fantastiska värld (tillsammans med Magnus Neuendorf, fotografer Magnus Neuendorf [m.fl.]) (Göteborgs botaniska trädgård, 2009)

## Antologier
- Anarkisterna i klasskampen: en antologi (redigerad av Bengt Ericson och Ingemar Johansson) (Aldus/Bonnier, 1969) Fulltext
- DADA en antologi i urval och översättning av Ingemar Johansson (Bakhåll 1985)

## Översättningar
- Ida Mett: Kronstadt 1921 (La commune de Cronstadt) (Libertad, 1968)
- Michail Bakunin: Marx - socialismens Bismarck: ett urval ... (Libertad, 1968)
- Paul Cardan: Bolsjevism, byråkrati (Libertad, 1968)
- George Orwell: Hyllning till Katalonien (Rabén & Sjögren, 1971)
- Dorothy L. Sayers: Alla slags brott (The omnibus of crime) (Korpen, 1977)
- Ross Macdonald: Att skriva romaner om brott: författaren som deckarhjälte & Hur jag skrev The Galton case (On crime writing) (Korpen, 1977)
- Konrad Bayer: De vises sten (illustrationer Claes Tellvid) (Kalejdoskop, 1980)
- Konrad Bayer: Det bästa är mig illa nog (bilder av Claes Tellvid) (Embryo, 1980)
- Jayne Anne Phillips: Svarta biljetter (Black tickets) (Forum, 1981)
- Paul E. Erdman: Amerikas sista dagar (The last days of America) (Forum, 1981)
- William Wharton: Pappa (Dad) (Forum, 1982)
- Dada: en antologi (Bakhåll, 1985)
- Benjamin Péret: Hjärtats lilla skeppsventil (Bakhåll, 1987)
- Heinz Körner: Johannes: en berättelse (Erzählung) (Forum, 1987)
- Pat Conroy: Tidvattnets furste (The prince of tides) (översatt tillsammans med Tomas Lindberg) (Forum, 1987)
- Friedrich Nietzsche: Fallet Wagner (Der Fall Wagner) (Symposion, 1992) [Omtryckt som del i Samlade skrifter. Bd 8, Sena skrifter (Symposion, 2013)
- Ernst Jandl: Mitt skrivbord är dukat för alla (Bakhåll, 1993)